# 一目上がり

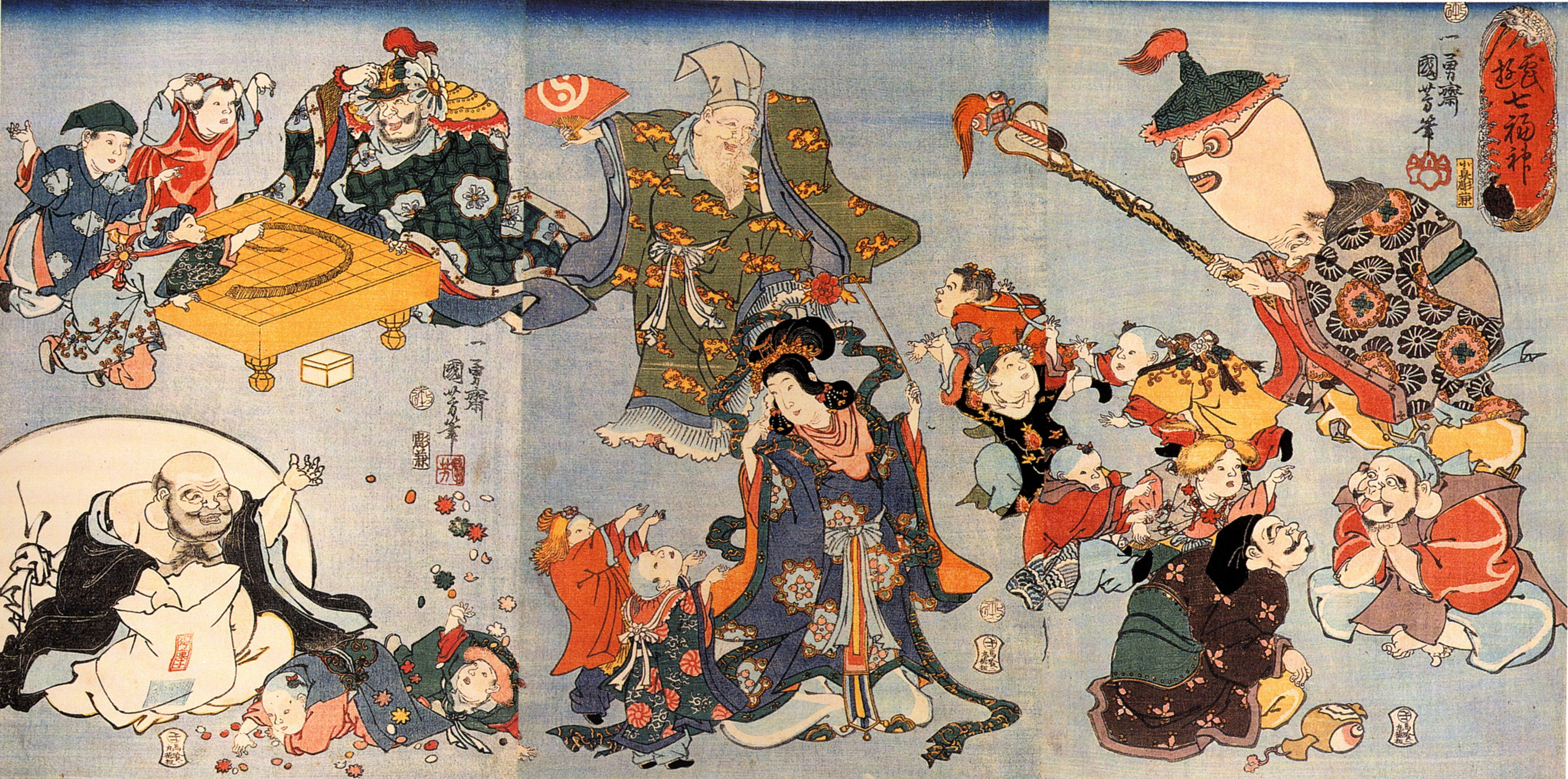
「七福神」（歌川国芳画）

一目上がり（一目上り、ひとめあがり）は古典落語の演目のひとつで、「七福神（しちふくじん）」「軸ほめ（じくほめ）」とも称する。無教養な男の厚顔ぶりを洒落のめす噺で、落ちはトントン落ち。主な登場人物は、市井に住む町人（八五郎または熊五郎）と隠居。前座噺（前座の口慣らしの噺）とされるが、真打も好んで手がけることの多い演目である。

## あらすじ
長屋に住む職人、珍しく隠居宅の床の間の掛軸に目をやった。『雪折笹』の図に「しなわるるだけはこたえよ 雪の笹」という字句が添えてある。これには、雪の重みにしなって耐えている笹竹も雪が融ければ元の通りに立ち直るように、人間も苦難に遭遇したときこそ辛抱が大切であるという教訓がこめられている。隠居いわく「これは画に添えた賛（サン）というもの。結構な賛でございますくらいのことを言ってみな。ふだんお前を軽んじている連中も見直すこと請け合いだ」。お調子者の職人は「よし、やってみよう」というので家主のところへ行く。
大家の家の床の間にある掛け物には絵がなく、そこには「近江（きんこう）の鷺は見がたし、遠樹（えんじゅ）の鴉見やすし」の字が書かれてある。雪の中、近くにあってもシラサギの姿は見つけにくいものだが、遠くにいるカラスは小さくともすぐに目につく。それと同じで、善行はなかなか認められないものだが、悪事はとても目立つものだ、だから悪事はできないという意味である。職人「結構なサンでございますな」、家主「いや、これは根岸の蓮斉先生の詩（シ）だ」ということで失敗。「今度は『シ』と言おう」というので医者のところへ行く。

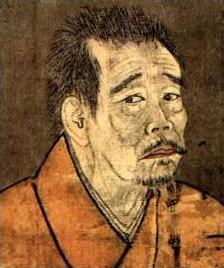
一休禅師

医者の掛軸には大きな絵が描いてあって、「仏は法を売り、祖師は仏を売り、末世の僧は祖師を売る。汝五尺の身体を売りて、一切衆生の煩悩を済度す。柳は緑、花は紅の色いろ香。池の面に月は夜な夜な通へども水も濁さず影も止めず」の字句が付されている。職人「結構なシでございますな」、医者「いや、これは一休禅師の悟（ゴ）だ」ということで、またも失敗。「待てよ。サン、シ、ゴと来て失敗つづき。よし今度は先回りしてやれ」と職人は友人宅へ行く。
友人宅には、腹の大きな坊さんや頭の長い爺さんなど大勢の人物を描いた絵画があって、「なかきよの とおのねふりの みなめさめ なみのりふねの おとのよきかな」というめでたい歌が添えられており、しかも回文になっている。感心しながらも職人「結構なロクですなぁ！」、友人「いいや、七福神の宝船だ」。
どうもうまくいかない。もう一軒。「古池や 蛙とびこむ 水の音」。職人「結構なハチで」、相手「芭蕉の句だ」。

## 落ちのパターン
この演目には原話となる噺がいくつかあり、江戸時代の笑話集にも収録されている。
安永4年（1775年）刊の『聞童子』収載の小噺「掛物」では、「七」は「質でござる」で落としている。天明7年（1787年）刊『新作落噺・徳治伝』  の「不筆」でも、「申し、あの掛物は、ロクでござりますか」に対し亭主の「いへ、あれはシチ（質）の流れを買いました」で下げている。一方、文化5年（1808年）刊の『玉尽一九ばなし』に収載された「品玉」では、質＝七の字を分解し、「十一」（といち。質屋の別称）まで跳んでサゲている。
「七」で落とす場合は「質物」「質札」「七福神の宝船」「竹林の七賢人」「源頼朝の七騎落」等とさまざまに変化させる。
芭蕉の「句」は、もとは帰途に立ち寄る道具屋とのやり取りであったという。「ク（句）」で終わらせる場合には「軸ほめ」の異称がある。
この噺は、「七福神」の別称が存在する通り、こんにちでは多くの演者が「七福神」のかたちで落とす。七福神で締めれば、めでたい席向けの噺として好適なものとなる。芭蕉の句は誰でも知っており、サゲとして弱いばかりか、ロクで失敗した職人がもう一度同じ失敗をしたうえで「ハチですな」と語る設定は不自然で、屋上屋を架す観もあって冗漫だからである。

## 演目の特徴
賛、詩、悟を同音の数字と対応させて「六」をどうするかと思わせて七福神で落とすところに面白みがある。頓知話を集めたような趣きがあり、馬鹿馬鹿しいようでいて、実は風流と文人趣味の味わいが濃厚にただよう作品である。演じ手が書画骨董に精通し、その文辞を正確に記憶したうえで聴衆にわかりやすく説明しなければならない場面がいくつもあるので、前座噺のように扱われることが多いものの、実際にはハードルの高い噺である。

## 作中の「シ」について
富岡鉄斎（伝）による「仁に遠き者は道に疎（うと）く　苦しまざる者は智に于（うと）し」として演じる落語家もいる。これは漢文では「遠仁者疎途　不苦者于智」となり、「おにはそと　ふくはうち」と読むこともできる。

## 得意とする演者
2005年（平成17年）に死去した三笑亭夢楽が得意としていたネタである。往年の名人では、わかりやすい落語に定評のあった3代目三遊亭金馬による名演があり、その鮮やかな舌さばきは、この噺の人気を高めたと評価される。落とし噺としての落語の基本をじっくり表現した5代目柳家小さんの芸も定評があり、5代目古今亭志ん生や6代目春風亭柳橋といった大真打も手がけたネタである。